# Johann Philipp Becker
Johann Philipp Becker, född 20 mars 1809 i Frankenthal (Pfalz), död 9 december 1886 i Genève, var en tysk radikal politiker.
Becker var först borstbindare, men slog sig efter revolutionen 1830 med iver på politik, flyttade 1837 till Schweiz, där han ivrigt deltog i de inre striderna, samt var 1848 och 1849 verksam vid upproren i Baden och Pfalz. Därefter slog han sig ned i Genève, där han anslöt sig till socialisterna och det internationella arbetarförbundet. Han försökte 1860 upprätta en tysk Garibaldi-legion och uppträdde 1864 mot den schleswig-holsteinska rörelsen i Tyskland.